# Auburn (Califòrnia)
Auburn és una població dels Estats Units a l'estat de Califòrnia. Segons el cens del 2009 tenia 13.106 habitants.

## Demografia
Segons el cens del 2000, Auburn tenia 12.462 habitants, 5.302 habitatges, i 3.281 famílies. La densitat de població era de 652,9 habitants/km².
Dels 5.302 habitatges en un 28,4% hi vivien nens de menys de 18 anys, en un 48,5% hi vivien parelles casades, en un 10% dones solteres, i en un 38,1% no eren unitats familiars. En el 31,7% dels habitatges hi vivien persones soles el 13,7% de les quals corresponia a persones de 65 anys o més que vivien soles. El nombre mitjà de persones vivint en cada habitatge era de 2,31 i el nombre mitjà de persones que vivien en cada família era de 2,91.
Per edats la població es repartia de la següent manera: un 23,3% tenia menys de 18 anys, un 7,2% entre 18 i 24, un 25,7% entre 25 i 44, un 25,7% de 45 a 60 i un 18,1% 65 anys o més.
L'edat mediana era de 41 anys. Per cada 100 dones de 18 o més anys hi havia 83,2 homes.
La renda mediana per habitatge era de 48.999 $ i la renda mediana per família de 62.250 $. Els homes tenien una renda mediana de 43.632 $ mentre que les dones 30.066 $. La renda per capita de la població era de 26.258 $. Entorn del 3,6% de les famílies i el 6,7% de la població estaven per davall del llindar de pobresa.

## Poblacions més properes
El següent diagrama mostra les poblacions més properes.